# Helena Tattermuschová
Helena Tattermuschová, née le 28 janvier 1933 à Prague et morte le 6 juillet 2025 dans la même ville, est une soprano lyrique colorature tchèque.

## Biographie

### Naissance
Helena Tattermuschová naît le 28 janvier 1933 à Prague.

### Études
Elle étudie le chant auprès de Vlasta Linhartová, à l'Académie de musique de Prague de 1948 à 1953. Puis étudie à la faculté de musique et de danse de l'Académie des arts du spectacle de Prague auprès de Jaromíra Tomášková, de 1953 à 1954. Elle étudie le théâtre auprès de Ferdinand Pujman (cs) à Prague, et se produit au Théâtre national alors qu'elle est encore étudiante. 

### Carrière
Après une période à l'Opéra d'Ostrava (1954-1966), elle rejoint le Théâtre national de Prague. Au début, elle prend des rôles de soubrette et de garçon, ce qui lui convient parfaitement. Elle se distingue ensuite dans des rôles mozartiens, dans Smetana (Blaženka dans Le Secret, Jitka dans Dalibor, Karolina dans Les Deux Veuves) et le répertoire italien (Rosina, Gilda, Violetta, Musetta, Liù et Butterfly, notamment).
À la fin de sa carrière, elle enseigne le chant lyrique au Conservatoire de Prague et reçoit un prix pour l'ensemble de sa carrière aux Prix Thalia en 2013.

### Mort
Le 6 juillet 2025, Helena Tattermuschová meurt à l'âge de 92 ans, à Prague.